# Torihane Dai
Torihane Dai (japanisch 鳥羽根台 ‚Vogelfeder-Anhöhe‘) ist ein Hügel mit abgeflachtem Gipfel an der Kronprinz-Olav-Küste des ostantarktischen Königin-Maud-Lands. Er ragt im Westlichen Teil des Temmondai Rock auf und gehört zu den Brutgebieten des Antarktikskuas.
Japanische Wissenschaftler, die 1981 eine geologische Vermessung vornahmen, benannten ihn.